# Зимон, Анатолий Давыдович
Анатолий Давыдович Зимон (20 ноября 1924 — 22 февраля 2015, Москва) — советский и российский химик, инженер-технолог, популяризатор науки, почётный профессор Московского государственного университета технологий и управления. Доктор технических наук, заслуженный деятель науки РСФСР (1990), академик Международной академии наук экологии и безопасности жизнедеятельности.
Почётный работник высшего образования РФ.
Отец, инженер Давид (Давыд) Абрамович Зимон (1889—1938, уроженец Ковно), был репрессирован и расстрелян в 1938 году.
Ветеран Великой Отечественной войны, командир взвода химзащиты, старший лейтенант (позднее имел звание инженер-полковник); участвовал в обороне Москвы и в Сталинградской битве.
До 1977 года преподавал в Военной Краснознаменной академии химической защиты им. Маршала Советского Союза С. К. Тимошенко. С 1977 года — на преподавательской работе в МГУТУ: в 1977—1995 годах — заведующий кафедрой органической, физической и коллоидной химии, с 1995 года — профессор кафедры.
Создал новое направление в области адгезии. Автор ряда монографий, две из которых изданы в США, Японии и Германии; составил энциклопедию адгезии, несколько учебников.
Умер Анатолий Давыдович 22 февраля 2015 года, похоронен на одном из московских кладбищ.

## Книги
- Адгезия пыли и порошков. М.: Химия, 1967, 1976. — 430 с.
- Adhesion of Dust and Powder. Springer, 1969. — 413 p.; Plenum Press, 1980. — 438 p.
- Пособие по расчёту основных узлов и агрегатов технических средств специальной обработки. М., 1971.
- Адгезия жидкости и смачивание. М.: Химия, 1974. — 412 с.
- Дезактивация. М.: Атомиздат, 1975. — 280 с.
- Адгезия плёнок и покрытий. М.: Химия, 1977. — 352 с.
- Аутогезия сыпучих материалов. М.: Металлургия, 1978. — 287 с.
- Entaktivierung. Dekontamination. Berlin: Militärverlag der Deutschen Demographischen Republik, 1975, 1980. — 286 с.
- Что такое адгезия. М.: Наука, 1983.
- Мир частиц: Коллоидная химия для всех. М.: Наука, 1988. — 191 с.
- Аэрозоли, или Джинн, вырвавшийся из бутылки. М.: Химия, 1993. — 208 с.
- Занимательная коллоидная химия: Своеобразный мир частиц. 2-е. изд., испр. М.: РАДЭКОН, 1998. — 192 с.
- Занимательная физическая химия. М.: ВЛАДМО, 1998. — 172 с.
- Коллоидная химия: Учебник для студентов, обучающихся в технологических, педагогических, медицинских, сесльскохозяйственных и др. вузах по направлениям «Химия», «Химическая технология и биотехнология» (с Н. Ф. Лещенко). 2-е изд., доп. и испр. М.: ВЛАДМО, 1999; М.: АГАР, 2001. — 317 с.
- Радиоактивные загрязнения. Дезактивация: Учебное пособие для подготовки руководящего и командного состава объектов промышленности, сельского хозяйства и др. М., 2001.
- Физическая химия: Учебник для студентов технологических специальностей вузов нехимического профиля (с Н. Ф. Лещенко). М.: Химия, 2000. — 315 с.
- Адгезия пищевых масс. М.: ДеЛи принт, 2008. — 397 с.
- Коллоидная химия наночастиц. М.: Научный мир, 2012. — 218 с.
- Карлики. Наночастицы в популярном изложении. М.: Научный мир, 2012. — 159 с.